# أوريليان فيفري
أوريليان فيفري (22 يونيو 1978 في فرنسا - ) (بالفرنسية: Aurélien Faivre) هو لاعب كرة قدم فرنسي في مركز الدفاع. لعب مع بورغ أون بريس بيروناس ونادي فان ونادي ليبورن ونيم أولمبيك ونادي بيزنسون ‏ وVendée Poiré-sur-Vie Football ‏.

## وصلات خارجية
- أوريليان فيفري على موقع رابطة كرة القدم الفرنسية للمحترفين (الإنجليزية)
- أوريليان فيفري على موقع قاعدة بيانات كرة القدم.إي يو (الإنجليزية)
- أوريليان فيفري على موقع Soccerway.com (الإنجليزية)